# Despiralizacja chromosomów
Despiralizacja chromosomów – proces polegający na rozkondensowaniu chromosomów i odtworzeniu struktury chromatyny. Zaczyna się w telofazie mitozy i mejozy. W interfazie despiralizacja jest już na tyle silna, że możliwa jest transkrypcja – synteza RNA na matrycy DNA. Proces odwrotny – spiralizacja chromosomów następuje w pachytenie.